# Gorgyej Jevgenyjevics Koleszov
Gordej Koleszov (Moszkva, 2008. augusztus 18. –) 2015-ös tehetségkutató show győztese Kínában (6 éves és 5 hónapos korában) a központi kínai televízión (CCTV-1) sakkversenyek győztese, alkotói versenyek győztese, öt nyelven beszél (orosz, kínai, spanyol, angol, francia), kivülről tud 555 kínai szólást, csodagyerek. A Nemzetközi Sakkszövetség (FIDE) elnöke Kirszán Iljumzsinov „a sakkvilág kis Buddhájának” nevezte. Gordejnak 3 húga van: Milana, Agata és Jeszenyija.

## Életrajz
Kéthónapos korában vitték szülei Kuangcsouba, ahol apja, Jevgenyij Koleszov, egy árukat és berendezéseket szállító vállalat (Optim Consult) élén áll, több mint 15 éve dolgozik Kínában. Neve angolul: Gordey Kolesov, egyszerűsített kínai nyelven: 叶伟国, pinjin: Yè Wěi Guó, ami kínaiul „Je Nagy Ország”-ot vagy „E Nagy Állam”-ot jelent. A televízión Gordej első fellépése 2014 áprilisában Alekszej Liszenkov Szam szebe rezsisszjor (A magam rendezője vagyok) c. tv-műsorában, a Rosszija-1 csatornán volt. Miután demonstrálta kínai írástudását és elénekelt Milana húgával egy dalt kínai nyelven, a Szlabo (Слабо) c. rovat kétszeri győztese lett.
2014 szeptemberében Gordej magántanuló lett angol szakirányú középiskolában az Orosz Nagykövetségnél Kínában (Peking). Akkor születik a sakkszenvedélye.
2015. januárban Gordej a kínai tehetségkutató Showban a központi kínai CCTV-1 c. televízión vesz részt, és győz. A kínai tömegtájékoztatási eszközök lelkesedéssel írtak arról, hogyan Gordej és az apja megtréfálták a híres műsorvezetőt Cszsudant. Azt kérték, hogy egy kínai szólást magyarázzon meg, és ezzel összezavarták a nőt. Gordej lett az első idegen, aki olyan sikert aratott. 2015. február végén az orosz feliratos videó megjelent a Kitaj sz Jevgeniem Koleszovim (Kína Koleszov Jevgenijjel) c. YouTube csatornán és egy hét alatt több mint egymillió internethasználó nézte meg. Egyes kommentátorok véleménye szerint az ifjú orosz többet tett az orosz-kínai barátság érdekében, mint a diplomaták, azt jósolják neki, hogy diplomata lesz. A kínai tömegtájékoztatási eszközök az apa nagy szerepéről a fia tehetségek nevelésében írtak.
A tehetségkutató Shown való megtörtént győzelem után a kis Koleszovnak ingyenes tanulást ajánlottak fel 15 milliomos Kuangcsouban levő zárt kiváltságos iskolában, ahol legfelsőbb hivatalnokok és tábornokok gyermekei tanulnak és az évi tandíj több mint 20000 amerikai dollárba kerül. Gordej szülei is kapnak rengeteg meghívást Gordej számára a kínai televíziótól.
2015 februárjában az orosz-kínai barátság és ifjúsági csereprogram keretében (2014-2015) az orosz-kínai Kína – Oroszország. Barátság hídja c. gyermek- és ifjúsági művészeti versenyen Gordej rajza elnyerte a második díjat. Abban a hónapban a kínai Szépíró első versenyen szilárd tollal-2014 elnyeri az Olvasók választása díjat. A szülei olyan videót küldtek a versenyre, amelyen Gordej mesél a szépírói tehetségeiről. A díjat a Sanghaji Együttműködési Szervezet (SCO) főtitkára Dmitrij Mezencev nyújtotta át Gordejnek és az ifjú tehetség (a verseny legfiatalabb részvevője) sikereit lelkesedéssel méltányolta, és felhívta a jelenlevőket Gordej példáját követni. „A ceremónia közben a tehetséges orosz kisfiú Szu Si (Szung-kori költő) verseit olvasta fel, és viharos tapsot érdemelt.” Szintén Gordej sikereiről Xinhua (Синьхуа) c. Kína főhírügynöksége is írt,
2015 áprilisában Gordejt és az apját, Evgenijt, meghívták a Puszty govorat (Hadd beszéljenek) c. műsornak a különszáma felvételésére. A videó lejátszás száma akkor már több mint 4 millió volt.
2015. június 1-jén az Interneten megjelent a központi kínai CCTV-1 c. televízión közlő tehetségkutató Show gálakoncertjéről való felvétel. Gordej kiszámította a Nyugati utazás c. klasszikus kínai XVI századi regény hőse, a majomkirály, Szun Vu-kung korát, s ezzel meglepte a zsűrit és a kínai nézőket. Egy népszerű kínai műsorvezető Lu Ivej leesett a kanapéról, miután végighallgatta az orosz kisfiú magánbeszédjét. Már 3 nap múlva a videó megjelenése után a lejátszás száma felülmúlta félmilliót. A tömegtájékoztatási eszközök csodagyereknek nevezték Gordejt. Gordej Koleszov apja Jevgenij az NTV c. csatornán készített interjúban nyilatkozott arról, hogy nem érdemes a fiát csodagyereknek nevezni, szerinte „Gordej az a gyerek, akit szeretnek, fegyelmezett és élvezi a tanulást”. Gordejról való videókat a MORF (Oroszországi Föderáció Honvédelmi Minisztérium) hadi fordítástudományi intézetnek a diákjai és az MGIMO-ban (Moszkvai Nemzetközi Kapcsolatok Intézete)  tanuló jövő diplomáták is nézik, és dicsérően nyilatkoznak a kisfiú nyelvtehetségeiről.
Mihail Jefremov, Oroszország érdemes művésze, színházi és filmszínész, Nemzeti Hírközlési Hivatal c. hírügynökség számára élőkészítő Top-5 június 4. legfontosabb hírei előkészítésekor a következőt írt Gordejról: „ A hatéves orosz csodagyerek Gordej Koleszov a központi kínai televízión közlő tehetségkutató Show győztese lett. Gordej öt idegen nyelvet tud, első osztályú minősítese van és az orosz sakkválogatott tagja. Gordej, te vagy a jövőnk, az egész országunk példát vesz rólad!” 
Gordejról való videók népszerűségnek örvendenek az Interneten, a leggyakrabba játszottak a következők: „ 6-éves Gordej Koleszov a központi kínai tévén, CCTV-1”, „Gordej Koleszov központi kínai TV-én közlö tehetségkutató Show győztese lett”, „I sakkozásért díj Sencsenben” («I место по шахматам в Шэньчжэне»), „Kínai dal gitárral Gordej Koleszovtól”, „Kína, Sakkedzés”, „V. V. Majakovszkij. Jegyzék Kínának”, „475 kínai szólás”, és azok a videók, amelyeken a kisfiú és az apja Szergej Jeszenyin Jaj, te édes Oroszországom! c. versét kínaiul és Mao Ce-tung verseit orosz és kínai nyelven.
Gordej Koleszov szintén az egyik legfiatalabb mester Rubik-kocka gyors kirakásában a világon.
2015. tavaszával két központi tv-csatorna készített két dokumentumfilmet Gordejról és a családjáról.

## Sakkszenvedély
Gordej kezd foglalkozni sakkozással nyáron 2014-ben, és már 2014. novemberben másoddíjat nyer el.
2015. január végétől kezdődik a rendszeres sakktanulás Andrej Obodcsuk vezetése alatt, aki tanítás érdekében átköltözik Kuangcsouba. 2014 novemberétől 2015 áprilisáig Gordej vett részt néhány minősítő sakkversenyben. 2015 áprilisában Gordej győzelmet arat minősítő sakkversenyben Sencsenben és I. osztályú minősítést szerez. A bajnoki kupát Je Czan—csuan, a kínai sakknagymester, néhány kínai világbajnok edzője, odaszámítva a háromszoros világbajnokot nők között (2010, 2011, 2013) és a legfiatalabb nő sakknagymestert Hou-Ifany, nyújtotta át Gordejnek. 2015 májusa ötödikétől tizenötödikéig a Thaiföldön (Pattajában) megtartott iskolások világbajnokságán, Gordej a tíz legjobb közé került, s legjobb eredményt ért el az ifjú oroszok között saját kor szerinti kategóriában.